# Katedrala Marije Majke Crkve u Mostaru
Katedrala Marije Kraljice neba i Majke Crkve katedralna je crkva mostarsko-duvanjskoga biskupa, a po tome je glavna crkva, odnosno crkva matica Mostarsko-duvanjske biskupije i istodobno jedna od danas četiri postojeće katedrale u Bosni i Hercegovini. 
Podignuta je na čast Božju, a posvećena Blaženoj Djevici Mariji, Kraljici neba i Majki Crkve.
Nalazi se u Ulici nadbiskupa Petra Čule u Mostaru. 

## Povijest
Nastojanjem apostolskoga vikara biskupa Anđela Kraljevića, franjevca, u Mostaru je 7. ožujka 1866. godine počela gradnja katedralne crkve (templum cathedrale) apostolskih prvaka svetoga Petra i Pavla, dovršena je većom pomoći dobrotvora iz inozemstva i blagoslovljena 1872. Uz nju je 1873. podignut prostran i udoban župni stan.
Ova prva mostarska katedrala pripojena je 1890. godine mostarskomu franjevačkom samostanu te je istodobno nastavila služiti i kao župna crkva i kao stolna crkva. Bilo je to u doba prvoga mostarsko-duvanjskoga biskupa Paškala Buconjića, franjevca (1880. – 1910.), koji je hercegovačkim franjevcima pomogao sagraditi samostan s bogoslovijom, podignut tijekom 1890. i 1891. godine i opskrbio potrebnim. Inače, to je u Mostaru sve do početka osamdesetih godina 20. stoljeća bila jedina crkva na raspolaganju mostarskim katolicima. Kako ni jedan biskup u redovitim prilikama ne može vršiti svoju službu bez vlastite crkve, niti biskupija može biti bez crkve matice, biskup Paškal Buconjić je pribavio zemljište za novu biskupsku crkvu, u predjelu grada tada zvanom Guvno, a danas Rondo odnosno Trg hrvatskih velikana.
Pribavljeno zemljište je dijelom poklonjeno, dijelom kupljeno, a sastavljeno je od dviju katastarskih čestica od kojih je jedna bila površine 3754 m2 a druga 4684 m2, što je davalo ukupnu površinu od 8388 m2 te je bilo uknjiženo na Mostarsko-duvanjsku biskupiju. Biskup je za gradnju pribavio i oko pet vagona vapna, koje je na gradilištu stajalo preko 40 godina. Tada novi mostarsko-duvanjski biskup Alojzije Mišić, franjevac (1912. – 1942.), mislio je na gradnju stolne crkve, te je na gradilište dao složiti preko 250 četvornih metara klesanoga kamena. U međuvremenu se pojavila i neka hipoteka koja je bila stavljena na zemljište. 
Kada je 1942. godine preuzeo biskupiju, biskup Petar Čule se zbog gradnje odmah obratio tada poznatim arhitektima. Čak se i glasoviti hrvatski umjetnik Ivan Meštrović sam ponudio da će izraditi idejnu skicu nove crkve. Učinjeno je malo zbog Drugoga svjetskog rata, a onda i zbog teških poratnih prilika, pa od gradnje nije bilo ništa i naum je propao. Naime, jugoslavenske komunističke vlasti u travnju 1948. godine uhitile su biskupa, te ga u srpnju te iste godine osudile na 11 i pol godina stroge tamnice koju je odrobijao u KPD Zenica.
Gradske vlasti su ubrzo zaplijenile spomenuto zemljište koje su ustupili GNO-u Mostar za izgradnju Doma kulture, i to je danas Hrvatski dom hercega Stjepana Kosače. Biskupov delegat mons. Andrija Majić ništa nije mogao učiniti, jer mu jugoslavenske komunističke vlasti nisu niti odgovarale na prigovore i tužbe. Dok je ležao u tamnici, biskup je mislio na gradnju crkve te je čak od Tita tražio da se oduzeto zemljište vrati ili da se biskupiji dade u zamjenu drugo iste veličine i odgovarajućega položaja i kakvoće, ali bez uspjeha.
Stigavši iz uzništva u biskupiju početkom 1957. godine, biskup tek početkom 1958. preuzima upravu biskupije i ne prestaje tražiti da se riješi pitanje oduzetoga zemljišta. Prvi pisani zahtjev podnio je 24. listopada 1959., ali na nj, u duhu ondašnjega vremena i postupaka prema Katoličkoj Crkvi, nije nikada dobio odgovora. Opet razgovara i pregovara s komunističkim čelnicima te mu je tek 30. lipnja 1967. godine bilo moguće predati novi zahtjev. Kada je sve krenulo s mrtve točke, u pregovorima mu je rečeno da će mu biti dano zemljište biskupove bašče, oduzeto 1948. godine zajedno s drugim biskupijskim dobrima, uključujući i spomenuto zemljište na Guvnu, odnosno Rondou, namijenjeno za stolnu crkvu. Ne imajući drugoga izlaza, biskup pristaje te konačno 17. prosinca 1971. godine Zavod za urbanizam i komunalnu djelatnost Mostara izdaje uredbu o dodjeli lokacije. U ožujku 1973. godine odobren je idejni nacrt crkve s pripadnim uredsko-stambenim objektom. Građevinska dozvola stiže 22. travnja 1974. te 9. studenoga 1975. godine biskup Petar, položivši kamen temeljac, blagoslivlja temelje buduće crkve.
Svojom upornošću biskup Petar Čule i njegovi svećenici unatoč raznim teškoćama i ograničenjima unutra i izvana uspijevaju podignuti novu crkvu, te je kako tako građevinski okončati 1980. godine i osposobiti za sveto bogoslužje. Ostvaruje se tako san hercegovačkih katolika duži od jednoga stoljeća, čime je grad na Neretvi napokon dobio biskupsku crkvu. Nju je one iste godine na blagdan Uzvišenja Svetoga Križa, to jest 14. rujna 1980. godine, biskup Petar Čule svečano posvetio i predao svojemu nasljedniku na biskupskoj stolici mostarsko-duvanjskih biskupa, mons. Pavlu Žaniću, kleru i vjernome Božjem puku. U toj prigodi sam biskup Petar Čule, koji je istodobno u znak posebnoga papina poštovanja toga dana promaknut za nadbiskupa, biskupu koadjutoru Pavlu Žaniću predao je i Mostarsko-duvanjsku biskupiju kao i upravu Trebinjsko-mrkanskom biskupijom.
Novopodignuta mostarska stolnica ili katedrala teško je stradala u granatiranjima grada za vrijeme Domovinskoga rata devedesetih godina prošloga stoljeća, te joj je bila prijeko potrebna temeljita obnova. U okviru te obnove sagrađen je i zvonik u čijemu se tornju sada nalazi šest zvona. Postavljene su i klasične orgulje, što je i vjerski i kulturni doprinos razvoju grada Mostara i glazbenoga života uopće.

## Kripta
Osim vanjskoga dijela, postoji i kripta, smještena u podzemnomu dijelu same stolne crkve, koja služi kao kapela namijenjena za bogoslužna slavlja manjih skupina vjernika.
U samoj kapeli nalaze se i grobovi dvojice biskupa posebno zaslužnih za izgradnju crkve: grobovi nadbiskupa Petra Čule i biskupa Marka Perića. Na prvome grobu stoji natpis: »Dr. Petar Čule / 1898. – 1985. / Nadbiskup«.
Posvetu crkve i oltara obavio je kardinal Franjo Šeper. U oltar su ugrađene moći svetaca: Leopolda Mandića, Marije Goretti, Terezije od Djeteta Isusa, sv. Klare i ranokršćanskih mučenika.

## Graditeljski stil
Stolnica je izgrađena u postmodernom stilu, koji prevladava u crkvenome graditeljstvu u Hrvatskoj i Bosni i Hercegovini u drugoj polovici 20. i na početku 21. stoljeća. Za izgradnju su korišteni beton, kovine, staklo i, dijelom kamen. Samo zdanje jednostavno je u oblicima i siromašno u izrazima, ali doima se kao složna cjelina.

## Katedralna župa
Uz stolnicu ili katedralu vezana je i jedna od ukupno 6 danas postojećih mostarskih gradskih katoličkih župa, Župa Marije Majke Crkve, kojoj istodobno služi kao župna crkva. Osim dijela grada (Centar 1), obuhvaća još i Zahum.
Župni ured nalazi se u Ulici nadbiskupa Petra Čule b.b.
Ostalih pet mostarskih župa su (abecednim redom):
- Župa svetoga Ivana Apostola i Evanđelista (osnovana na svetkovinu Bogojavljenja 6. siječnja 1993. godine, a obuhvaća Centar 2 i Zalik; župni ured je u Ulici kneza Višeslava 2)
- Župa svetoga Luke Evanđelista (osnovana na svetkovinu Bogojavljenja 6. siječnja 1993. godine, a obuhvaća Iliće; župni ured je u Barakovac b. b.)
- Župa svetoga Marka Evanđelista (osnovana na svetkovinu Bogojavljenja 6. siječnja 1993. godine, a obuhvaća Cim; župni ured je isti kao i za Župu sv. Luke u Ilićima, Barakovac b. b.; na području župe nalazi se ostatci rimske bazilike)
- Župa svetoga Mateja Evanđelista (osnovana na svetkovinu Bogojavljenja 6. siječnja 1993. godine, a obuhvaća Rudnik i Orlac; župni ured je u Rudarskoj ulici b.b.)
- Župa svetoga Petra i Pavla (obuhvaća Podhum, Rodoč, Jasenicu; župni ured je u Franjevačkoj ulici 2; sve do osamdesetih godina prošloga stoljeća jedina katolička župa u Mostaru; na području grada stara župa od 15. do 17. stoljeća, obnovljena 1849. godine)
- Župa svetoga Tome Apostola (osnovana 7. listopada 2011. godine), obuhvaća područje mjesne zajednice Bijeli Brijeg II.[13]

## Posebna slavlja
Osim redovitih katoličkih svetkovina i blagdana u mostarskoj se stolnici ili katedrali posebnom svečanošću slave još:
- svetkovina posvete same stolnice ili katedrale, koja je istodobno blagdan za cijelu Mostarsko-duvanjsku biskupiju, 14. rujna
- svetkovina Marije Majke Crkve, nebeske zaštitnice, koja se slavi na duhovski ponedjeljak
- svetkovina svetoga Josipa, zaštitnika Mostarsko-duvanjske biskupije, 19. ožujka.

## Zvona
Zvonik mostarske Katedrale završen je 2005. godine, a poklonio ga je, skupa sa zvonima, zagrebački kanonik Milan Balenović. Zvona su izlivena u ljevaonici Grassmayr u Innsbrucku, koja se bavi lijevanjem zvona od 1599. godine.
Ukupno je šest zvona:
- Ton G° (promjer 212 cm, 5782 kg)
- Ton A° (promjer 186 cm, 4030 kg)
- Ton H° (promjer 166 cm, 2848 kg)
- Ton d' (promjer 135 cm, 1548 kg)
- Ton e' (promjer 121 cm, 1044 kg)
- Ton g' (promjer 102 cm, 608 kg).

## Vanjske poveznice
- Službene stranice Župnog ureda Marije Majke Crkve - Katedrala u Mostaru
- Položaj Katoličke Crkve u Hercegovini u prvim godinama komunističke vladavine Miroslav Akmadža, Hrvatski institut za povijest, Zagreb, Republika Hrvatska

Napomena: Ovaj tekst ili jedan njegov dio preuzet je sa službene stranice Mostarsko-duvanjske biskupije  Arhivirana inačica izvorne stranice od 3. travnja 2008. (Wayback Machine). Vidi dopusnicu.